# Westhouse
Westhouse es una localidad y comuna francesa, situada en el departamento de Bajo Rin en la región de Alsacia.

## Geografía física y humana
La comuna se localiza entre la capital Estrasburgo y la villa de Sélestat, en el espacio físico de la Plana de Alsacia y atravesada por el curso del río Scheer. Pertenece al cantón de Erstein y limita con las comunas de Uttenheim, Benfeld, Sand, Kertzfeld y Valff. 
| 932 | 941 | 922 | 953 | 1170 | 1351 |
| Para los censos de 1962 a 1999 la población legal corresponde a la población sin duplicidades (Fuente: INSEE [Consultar]) |     |     |     |      |      |

## Patrimonio

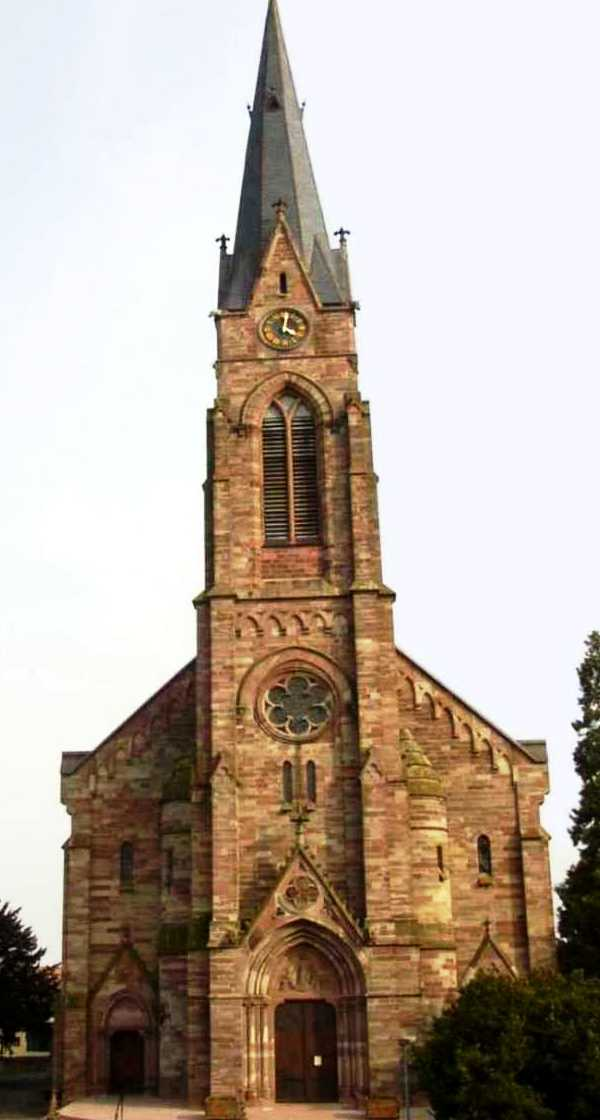

- Iglesia de Westhouse: edificio construido entre 1895 y 1897 sobre vestigios de la iglesia primitiva del siglo XI.